# Yusuf Yazıcı
Pour les articles homonymes, voir Yazıcı.
Yusuf Yazıcı, né le 29 janvier 1997 à Trabzon en Turquie, est un footballeur international turc évoluant au poste de milieu offensif à l'Olympiakós.
Il est le frère aîné du footballeur Furkan Yazıcı.

## Biographie

### Carrière en club

#### Trabzonspor
Yusuf Yazıcı est né dans la ville de Trabzon. Durant sa scolarité, il fait partie de l'équipe de football du lycée Erdoğdu Anatolian et il remporte le championnat. Il rejoint ensuite le centre de formation du club de sa ville natale : Trabzonspor où il y fait toutes ses classes. Le 21 décembre 2015, il signe son premier contrat professionnel. Il joue son premier match avec les Bordo-Mavi, le lendemain, en Coupe de Turquie contre le Gaziantepspor (victoire 2-1 au Stade Hüseyin-Avni-Aker). Ses débuts en championnat ont lieu le 2 février 2016 contre Akhisar Belediyespor. Le 8 mai, il est titulaire pour la première fois en championnat, il va réaliser une grande performance en inscrivant ses deux premiers buts professionnels et en délivrant également deux passes décisives lors de la victoire de Trabzonspor face au Çaykur Rizespor (6-0). Ses buts font de lui le plus jeune buteur de la saison 2015-2016 à 19 ans.
La saison suivante, il est absent du groupe professionnel jusqu'au mois de décembre. Pour son deuxième match de la saison, il inscrit deux buts et délivre trois passes décisives lors d'un match de Coupe face à Kizilcabölükspor (5-0). Il sera ensuite un titulaire indiscutable jusqu'à la fin de la saison. Au mois de mars 2017, Manchester United et le PSV Eindhoven envoient des scouts pour superviser ses performances lors d'un match contre Galatasaray où il inscrit un but. Il termine sa deuxième saison professionnelle avec un total de 6 buts et 10 passes décisives en 22 matchs. Il continue sur sa lancée l'année suivante en marquant à 10 reprises en 33 matchs de championnat.

#### Saison 2019-2020
Le 6 août 2019, le joueur s'engage officiellement avec le LOSC Lille pour une durée de cinq ans. Le transfert est estimé à 16,5 millions d'euros. Cela fait de lui le deuxième joueur le plus cher du LOSC. Cinq jours plus tard, il fait ses premiers pas sous ses nouvelles couleurs lors de la première journée de championnat face au FC Nantes où il entre en jeu à la 68e minute (victoire 2-1).
Il marque son premier but sur penalty le 26 octobre 2019 lors d’un match face aux Girondins de Bordeaux (11e journée, victoire 3-0). Le 21 décembre 2019, lors d'un déplacement à l’AS Monaco (19e journée, défaite 5-1), il se rompt le ligament croisé du genou droit. Cette blessure met un terme à sa saison.
Pour sa première saison en France, il participe à 18 rencontres sur la phase aller, pour 8 titularisations, 1 but et 4 passes décisives. En Ligue des champions, il participe aux six rencontres de groupe, titularisé à 5 reprises.

#### Saison 2020-2021
Yazıcı est de retour à l'entraînement en juin 2020 pour la préparation estivale. Le 18 octobre 2020, pour le retour du derby contre le Racing Club de Lens en championnat, il marque le quatrième but de son équipe (7e journée, victoire 4-0). Quatre jours plus tard, il inscrit un triplé en déplacement au AC Sparta Prague en Ligue Europa (victoire 1-4) et est récompensé du titre de meilleur joueur de la semaine dans cette compétition. Il devient le premier joueur lillois à inscrire un triplé en coupe d'Europe.
Il récidive le 5 novembre 2020 contre l’AC Milan (victoire 0-3) en devenant le deuxième joueur à inscrire un triplé à San Siro après Rivaldo en 2000 avec le FC Barcelone. L’AC Milan restait sur une série de 24 matchs sans défaite. Avant la dernière journée de la phase de poules de Ligue Europa, il est le meilleur buteur de la compétition.
Le 22 novembre 2020, titularisé par Christophe Galtier contre le FC Lorient, il réalise une nouvelle bonne prestation, marquant deux buts et délivrant une passe décisive pour Luiz Araújo,. Le 6 décembre 2020, à l’occasion du match contre l’AS Monaco, il marque le deuxième but de la rencontre et devient décisif pour la douzième fois de la saison (10 buts, 2 passes décisives). En championnat, il conclut la saison avec 32 apparitions (10 titularisations, 7 buts, 5 passes décisives). En Ligue Europa, il est titularisé lors des huit rencontres de Lille dans la compétition, pour 7 réalisations et 1 passe décisive.

#### Saison 2021-2022
Sous les ordres de Jocelyn Gourvennec, il débute les deux premières rencontres de la saison 2021-2022 au poste de numéro 8. Lors de la quatrième et de la cinquième journée, notamment buteur face à Montpellier (4e journée, victoire 2-1), il prend place sur le flanc droit du milieu de terrain avant de sortir du onze de départ. Il ne connaît sa cinquième titularisation que le 19 novembre 2021 face à l'AS Monaco (14e journée, 2-2). N'entrant pas dans les plans de Gourvennec, il ne totalise ainsi sur la phase aller que cinq titularisations en 15 apparitions, pour un but et une passe décisive.

#### CSKA Moscou
Le 19 janvier 2022, l'international turc est prêté avec option d'achat au CSKA Moscou jusqu'à la fin de la saison.

#### Trabzonspor
Malgré un bon début de saison 2022-2023 sous les couleurs lilloises, Yusuf Yazıcı est prêté le 1er septembre 2022 pour une saison au club turc de Trabzonspor.

#### Retour de prêt
Au début de la saison 2023-2024, l'entraîneur de Lille, Paulo Fonseca décide finalement de garder le meneur turc, lui qui l'avait pourtant chassé la saison précédente. Cela s'avérera payant car ses premières minutes sont bonnes, ce qui lui vaut les éloges de son coach,. Au fil des rencontres, il est clair que Yusuf est le meilleur joueur offensif de l'effectif et devient désormais un élément incontournable de son équipe,. Le 30 novembre 2023, Yusuf Yazıcı devient seul meilleur buteur du LOSC en coupe d'Europe au XXIe siècle devant Matt Moussilou en inscrivant le deuxième but de la rencontre face au Ljubljana en phase de poule de Ligue Europa Conférence,.
Le 1er juillet 2024, Yusuf et le LOSC Lille annoncent le départ du club nordiste, dans lequel il aura passé 5 ans et aura su marquer à sa manière, dont les fans ont renommé le numéro 12 "Mr Coupe d'Europe".

#### Olympiakós
Le 28 septembre 2024, Yazıcı a signé un contrat de 3 ans avec les vainqueurs de la Ligue Conférence, l'Olympiakos.

### Carrière en sélection
Le 25 février 2016, il joue son premier match avec l'équipe de Turquie des moins de 19 ans (en) contre la Tchéquie (en) où il inscrit le premier but du match malgré la défaite 2-3.
Le 11 juin 2017, Yusuf Yazıcı joue son premier match avec l'équipe de Turquie contre le Kosovo dans le cadre des éliminatoires de la Coupe du monde 2018 où il délivre une passe décisive à Ozan Tufan pour le quatrième but des Turcs (victoire 4-1 au Stade Loro-Boriçi)
Yusuf Yazıcı inscrit son premier but avec la sélection le 10 septembre 2019 contre la Moldavie. Il entre en jeu ce jour-là à la place de İrfan Can Kahveci et son équipe s'impose sur le score de quatre buts à zéro.
En juin 2021 Yazıcı est retenu dans la liste des 26 joueurs turcs pour disputer l'Euro 2020.
Le 7 juin 2024, il figure dans la liste définitive des 26 joueurs sélectionnés par Vincenzo Montella pour disputer  l'Euro 2024.

## Style de jeu
Gaucher, Yazici est un footballeur offensif doté d’une très bonne technique balle au pied et d’une bonne frappe de balle. Cependant, on lui reproche parfois d’être trop individualiste.

## Statistiques
| Saison                | Club                  | Championnat           | Championnat | Championnat | Championnat | Coupe nationale | Coupe nationale | Coupe nationale | Coupe de la Ligue | Coupe de la Ligue | Coupe de la Ligue | Supercoupe | Supercoupe | Supercoupe | Compétition(s) continentale(s) | Compétition(s) continentale(s) | Compétition(s) continentale(s) | Compétition(s) continentale(s) | Turquie | Turquie | Turquie | Total | Total | Total |
| Saison                | Club                  | Division              | M.          | B.          | P.d.        | M.              | B.              | P.d.            | M.                | B.                | P.d.              | M.         | B.         | P.d.       | Comp.                          | M.                             | B.                             | P.d.                           | M.      | B.      | P.d.    | M.    | B.    | P.d.  |
| 2015-2016             | Trabzonspor           | Süper Lig             | 6           | 2           | 2           | 3               | 0               | 1               | -                 | -                 | -                 | -          | -          | -          | -                              | -                              | -                              | -                              | -       | -       | -       | 9     | 2     | 3     |
| 2016-2017             | Trabzonspor           | Süper Lig             | 18          | 4           | 6           | 4               | 2               | 4               | -                 | -                 | -                 | -          | -          | -          | -                              | -                              | -                              | -                              | 1       | 0       | 1       | 23    | 6     | 11    |
| 2017-2018             | Trabzonspor           | Süper Lig             | 33          | 10          | 5           | 2               | 0               | 0               | -                 | -                 | -                 | -          | -          | -          | -                              | -                              | -                              | -                              | 8       | 0       | 2       | 43    | 10    | 7     |
| 2018-2019             | Trabzonspor           | Süper Lig             | 30          | 4           | 2           | 4               | 0               | 1               | -                 | -                 | -                 | -          | -          | -          | -                              | -                              | -                              | -                              | 5       | 0       | 1       | 39    | 4     | 4     |
| 2022-2023             | Trabzonspor (prêt)    | Süper Lig             | 13          | 3           | 1           | 1               | 2               | 0               | -                 | -                 | -                 | -          | -          | -          | C3+C4                          | 4+2                            | 0+0                            | 0+0                            | -       | -       | -       | 20    | 5     | 1     |
| Sous-total            | Sous-total            | Sous-total            | 100         | 23          | 16          | 14              | 4               | 6               | -                 | -                 | -                 | -          | -          | -          | -                              | 6                              | 0                              | 0                              | 14      | 0       | 4       | 134   | 27    | 26    |
| 2019-2020             | LOSC Lille            | Ligue 1               | 18          | 1           | 4           | -               | -               | -               | 1                 | 0                 | 0                 | -          | -          | -          | C1                             | 6                              | 0                              | 0                              | 5       | 1       | 1       | 30    | 2     | 5     |
| 2020-2021             | LOSC Lille            | Ligue 1               | 32          | 7           | 4           | 2               | 0               | 0               | -                 | -                 | -                 | -          | -          | -          | C3                             | 8                              | 7                              | 1                              | 15      | 0       | 1       | 57    | 14    | 6     |
| 2021-2022             | LOSC Lille            | Ligue 1               | 15          | 1           | 1           | 2               | 0               | 0               | -                 | -                 | -                 | 1          | 0          | 0          | C1                             | 4                              | 0                              | 0                              | 4       | 1       | 0       | 26    | 2     | 1     |
| 2022-2023             | LOSC Lille            | Ligue 1               | 4           | 1           | 2           | -               | -               | -               | -                 | -                 | -                 | -          | -          | -          | -                              | -                              | -                              | -                              | 0       | 0       | 0       | 4     | 1     | 2     |
| 2023-2024             | LOSC Lille            | Ligue 1               | 27          | 4           | 3           | 3               | 2               | 2               | -                 | -                 | -                 | -          | -          | -          | C4                             | 12                             | 5                              | 1                              | 6       | 1       | 0       | 48    | 12    | 6     |
| Sous-total            | Sous-total            | Sous-total            | 96          | 14          | 14          | 7               | 2               | 2               | 1                 | 0                 | 0                 | 1          | 0          | 0          | -                              | 30                             | 12                             | 2                              | 30      | 2       | 2       | 165   | 30    | 20    |
| 2021-2022             | CSKA Moscou (prêt)    | Premier Liga          | 11          | 9           | 0           | 2               | 0               | 2               | -                 | -                 | -                 | -          | -          | -          | -                              | -                              | -                              | -                              | 1       | 0       | 0       | 14    | 9     | 2     |
| Sous-total            | Sous-total            | Sous-total            | 11          | 9           | 0           | 2               | 0               | 2               | -                 | -                 | -                 | -          | -          | -          | -                              | -                              | -                              | -                              | 1       | 0       | 0       | 14    | 9     | 2     |
| Total sur la carrière | Total sur la carrière | Total sur la carrière | 207         | 46          | 30          | 23              | 6               | 10              | 1                 | 0                 | 0                 | 1          | 0          | 0          | -                              | 36                             | 12                             | 2                              | 45      | 3       | 6       | 313   | 67    | 48    |

## Palmarès

### En club
| LOSC Lille - Championnat de France - Champion en 2021 - Trophée des champions - Vainqueur en 2021 |

### Distinctions personnelles
- Joueur du mois de Ligue 1 en décembre 2020
- Co-meilleur buteur de la Ligue Europa en 2021 (7 buts)